# Osiek (powiat łowicki)

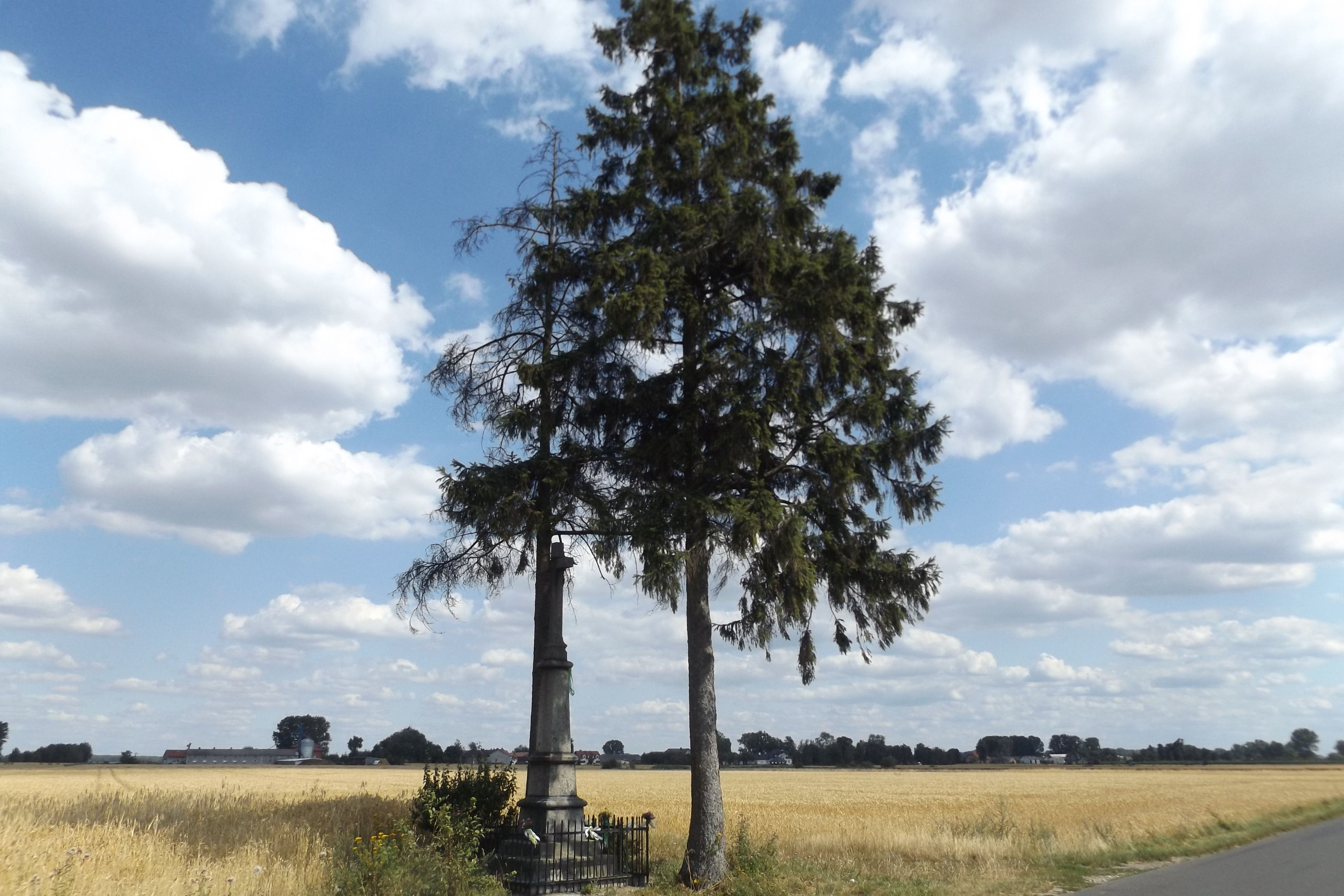
Kapliczka przydrożna w Osieku w 2019 r. W tle Osiek Trzeci.

Osiek – wieś w Polsce położona w województwie łódzkim, w powiecie łowickim, w gminie Kocierzew Południowy.

## Nazwa
Nazwa Osiek oznaczała w języku staropolskim  zasiekę, czyli leśne umocnienie lub warownię w lesie utworzoną z nagromadzonych i zespojonych ze sobą ściętych (zsieczonych) pni drzewnych, której zadaniem była ochrona leśnego osiedla lub wyznaczonej granicy. Często w pobliżu umocnień tych mieszkali strzegący ich ludzie, którzy według Słownika geograficznego Królestwa Polskiego mieli dać początek osadom noszącym tę nazwę. W spisanych po łacinie dokumentach historycznych spotykane są różne formy nazwy Oschyek, Oszyek .

## Historia
Według Liber beneficiorum Jana Łaskiego wieś osadzona została na prawie niemieckim. Udokumentowana lokacja miejscowości miała miejsce w 1443 roku . Była wsią kościelną, lecz nie płaciła dziesięciny. Sołtys płacił rocznie 18 groszy plebanowi w Kocierzewie, a inni mieszkańcy po korcu owsa za kolędę.
Osiek był wsią duchowną położoną w drugiej połowie XVI wieku w powiecie gąbińskim ziemi gostynińskiej województwa rawskiego. Była wsią klucza łowickiego arcybiskupów gnieźnieńskich.
W 1768 roku wieś Osiek została przez króla Stanisława Augusta Poniatowskiego wyłączona z domeny arcybiskupiej, który nadał ją na prawach dzierżawy emfiteutycznej (na 50 lat z prawem dziedziczenia i przedłużania) swojemu nadwornemu malarzowi oraz przyjacielowi Marcello Bacciarellemu. Sławny malarz na stałe mieszkał w tzw. pałacyku Bacciarellego w Warszawie pojawiając się okazjonalnie w miejscowości, ale dzierżawę ponownie odnowił na krótko przed śmiercią w roku 1818. We wsi powstał dwór, który na dekady stał się własnością oraz gniazdem rodowym Bacciarellich po uzyskaniu uchwałą sejmu przez nestora rodu w 1771 r. polskiego szlachectwa wraz z herbem Bacciarelli .
W Osieku administrował młodszy syn sławnego malarza Franciszek Bacciarelli (1764–1842), który po ukończeniu Szkoły Rycerskiej, uczestnictwie w insurekcji kościuszkowskiej oraz ostatecznym upadku Rzeczypospolitej Obojga Narodów przeniósł się do wsi na stałe . Tutaj ze związku z ormiańską szlachcianką Gertrudą Asłanowicz urodziło się im pięciu synów Marceli, Karol, Józef, Teodor oraz Tadeusz . Gospodarstwem w Osieku administrował drugi syn Karol Bacciarelli (1795–1875), który zmarł bezpotomnie. Majątek przejął trzeci brat Józef Bacciarelli (1797–1875), który wraz z synem Aleksandrem doprowadzili Osiek do rozkwitu . Zakupili bądź wydzierżawili okoliczne majątki: Boczki, Różyce, Koszajec, Pilchowo, Bitkowice oraz Wilczkowo, a w samym Osieku wybudowali mały, lokalny browar .
Aleksander Bacciarelli (1832–1911) był jednym ze współzałożycieli Towarzystwa Rolniczego. W 1863 roku brał czynny udział w powstaniu styczniowym jako delegat Rządu Narodowego na okręg łowicki. W osieckim dworze Bacciarellego stacjonowali powstańcy po potyczce pod wsią Skowroda jaka miała miejsce 25 lipca 1863 roku. Po upadku powstania Aleksander szykanowany przez władze rosyjskie został zmuszony do sprzedania dworu w 1880 roku i przeniesienia się w Grójeckie. Majątek po Bacciarellim zakupił sędzia z Łowicza p. Kakietko, który odsprzedał go p. Szaniawskiemu .
Miejscowość jako wieś i folwark leżący w powiecie łowickim w gminie Jeziorko pod koniec XIX wieku wymienia Słownik geograficzny Królestwa Polskiego. W 1827 roku we wsi było 39 domów oraz 286 mieszkańców, a w 1886 roku 52 domy, w których mieszkało 387 mieszkańców oraz 6 mieszkańców mieszkało w dworze. Miejscowa ludność zajmowała się rolnictwem oraz produkcją wyrobów wełnianych.
Według spisu z 1877 roku folwark liczył 278 morg z czego 255 morg gruntów ornych, 10 morg łąk, 1 morgę wody, 2 morgi lasu, 10 morg nieużytków. Na jego terenie znajdowało się 10 budynków z drzewa. Rolnicy stosowali płodozmian 9-polowy.
W 1877 roku folwark został wykupiony z terenu księstwa łowickiego. W 1886 do włościan należały 1003 morgi ziemi użytkowej oraz 62 morgi nieużytków.
W czasie I wojny światowej w pobliżu miejscowości przebiegał front rosyjsko-niemiecki, który zatrzymał się na trzy tygodnie na zachód od Osieku. W okolicy wsi pochowani zostali zabici obu stron. W okresie międzywojennym właścicielką dworu osińskiego była Janina Grabińska. W czasie Kampanii wrześniowej w okolicy zostały okrążone i rozbite oddziały Armii „Pomorze”. W czasie okupacji działała tu Armia Krajowa .
W okresie powojennym w dworze osieckim istniała komenda Milicji Obywatelskiej, Urząd Gminy, szkoła, poczta, spółdzielnia produkcyjna, ośrodek maszynowy, a także wykorzystywany był jako mieszkania. W 1982 potomkowie Bacciarellich odkupili dwór od Państwowego Funduszu Ziemi i rozpoczęli przywracanie mu pierwotnego charakteru .
W latach 1975–1998 miejscowość należała administracyjnie do województwa skierniewickiego.

## Zabytki
Według rejestru zabytków Narodowego Instytutu Dziedzictwa na listę zabytków wpisane są obiekty:
- zespół dworski, XVIII, XX:
  - dwór, drewniany, nr rej.: 470 z 1.12.1977
  - park, nr rej.: 546 z 26.07.1980